# Pineau des Charentes

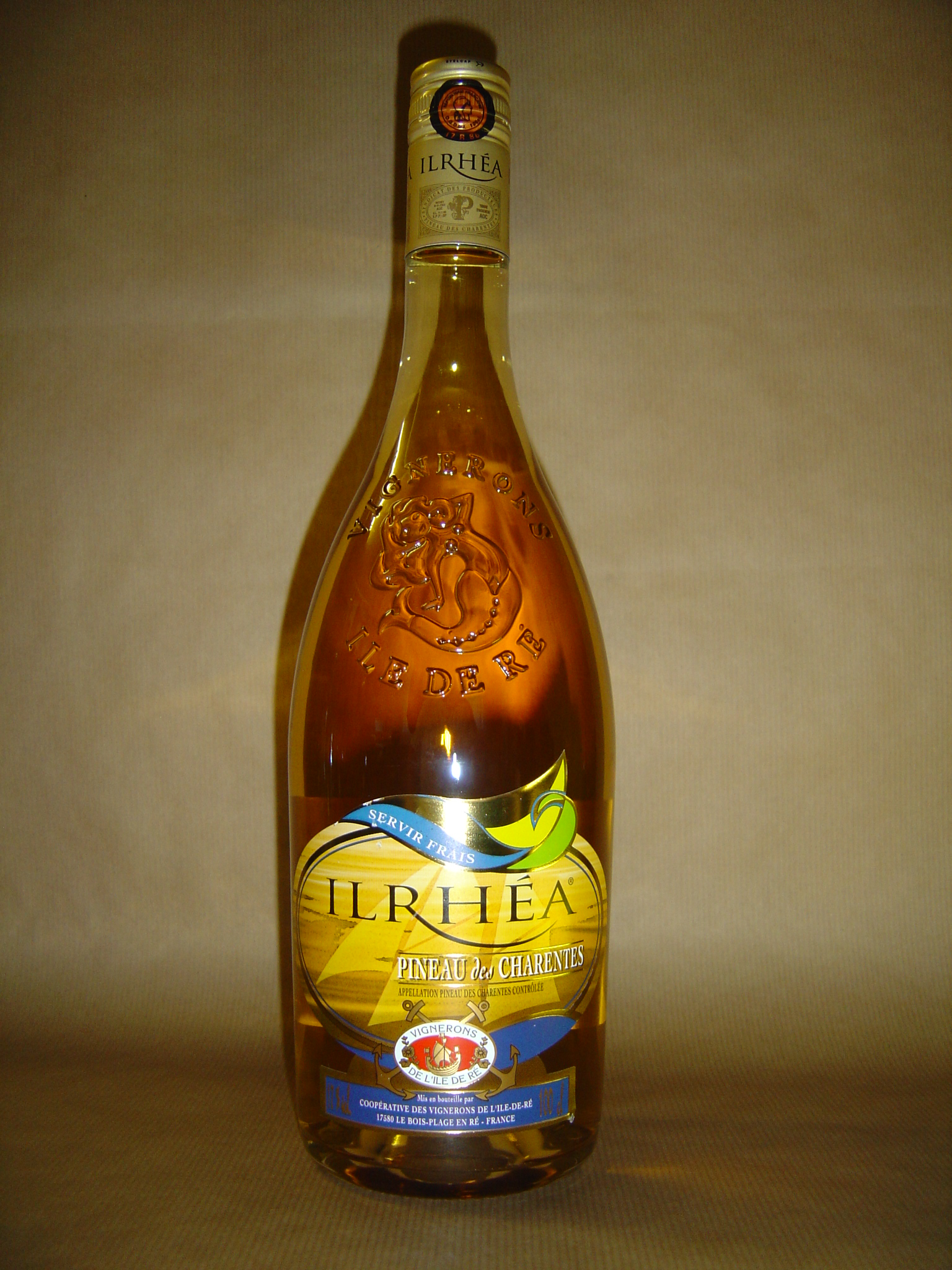
Botella de pineau de la isla de Ré.

Zonas de producción del cognac y el pineau.

El Pineau des Charentes es una mistela obtenida de la mezcla de mosto y aguardiente de coñac.

## Descripción
Según la leyenda el Pineau nace en 1589 fruto del error de un viticultor que echó mosto en una barrica ignorando que ya había en ella aguardiente de coñac. Al abrirla al año siguiente le gustó el resultado y lentamente la mezcla se fue consolidando en la región.
Su zona de producción se reparte a caballo por 1500 hectáreas entre las regiones de Charente y Charente Marítimo, teniendo su propia AOC que lo regula. A menudo su zona de producción coincide con la del Coñac.
Existen dos variedades de Pineau, en blanco y en rosado, distinguiéndose para cada una de ellas distintos niveles de calidad en función del tiempo de envejecimiento: vieux, de un mínimo de 5 años de envejecimiento, y très vieux, de un mínimo de 10 años. Es norma que los blancos pasen en las barricas de roble un mínimo de 18 meses, mientras que para los rosados la maduración mínima es de 14 meses.

## Consumo
Se consume como vino aperitivo, frío (la temperatura óptima son 6 °C) y sin hielo, y se utiliza en la elaboración de postres por su sabor ligeramente dulce. Se toma a menudo con los entrantes, vertido en medio melón (de tipo charentais o cantaloupe) o con foie gras, y acompaña tradicionalmente los quesos azules como el Roquefort y el Bleu d'Auvergne.